# Éthynedicarboxylate de diméthyle
L'éthynedicarboxylate de diméthyle ou DMAD (de l'anglais dimethyl acetylenedicarboxylate) est un ester organique de formule semi-développée H3CO2C-C≡C-CO2CH3. Cet alcyne qui est stable à température et pression ambiante est un électrophile puissant. Ainsi, le DMAD comme il est appelé usuellement dans les laboratoires de chimie, est largement utilisé comme diénophile dans les réactions de cycloadditions comme celle de Diels-Alder. Il est aussi un bon accepteur de Michael,.

## Synthèse
La préparation du DMAD, peu coûteuse est aujourd'hui encore la synthèse originale du XIXe siècle. L'acide maléique (acide Z-butènedioïque) est bromé et l'acide dibromosuccinique (acide 2,3-dibromo-butanedioïque) résultant est déshydrohalogéné (élimination de 2 HBr) avec l'hydroxyde de potassium. L'acide éthyne-dicarboxylique est alors estérifié avec du méthanol et de l'acide sulfurique comme catalyseur.

## Utilisation
Par réaction avec du tétrafluorure de soufre SF4, l'éthynedicarboxylate de diméthyle fournit de l'hexafluoro-2-butyne.

## Précaution
Le DMAD est lacrymogène et vésicant.